# Israel Birgersson
Israel Birgersson (Finstaätten), född tidigast 1312 och senast 1314, död 1351 i Riga, var en svensk riddare, riksråd och lagman. Han var till Birger Petersson och bror till den heliga Birgitta.

## Biografi
Israel Birgersson (Finstaätten) nämns första gången 1315. Han var son till Birger Petersson (Finstaätten). Israel Birgersson var från 1334 till 1350 lagman i Upplands lagsaga. Han blev 1343 riddare och 1344 riksråd.
Han deltog inte i kung Magnus Erikssons första korståg mot ryssarna år 1348, utan var kvar i Sverige för att som "officialis generalis" förestå landets styrelse i kungens frånvaro. Däremot deltog han i kungens andra ryska tåg år 1350, och dog under detta, troligen i Riga. 

## Familj
Hans hustru nämns (utan namn?) i flera testaments och arvsdokument, varvid vid åtminstone ett tydligt visar Israel Birgerssons sigill. Minst två barn är kända:
1. Sonen Peter Israelsson var väpnare, och stod märkligt nog under striderna om Sveriges krona på kung Magnus och kung Håkans sida. Med Peter Israelssons död utslocknade Finstaätten på manssidan.
2. Dottern Helena Israelsdotter var en av minst fem kända hustrur till kung Karl Knutssons morfar Karl Ulfsson (Sparre av Tofta), och har förmodats vara Karl Knutssons mormor, men deras äktenskap var barnlöst. Karl Knutssons mor Margareta Karlsdotter föddes i själva verket i något av morfaderns två sista kända giften.